# Partitiv
Partitiv (zkratka PART nebo PTV) je mluvnický pád, který označuje „část celku“, „neurčité množství něčeho“. Je typický pro baltofinské jazyky, jako např. finština nebo sámština. V češtině, polštině a dalších jazycích se vyskytuje také tzv. partitivní genitiv (př.: nabrat vody).

## Finština
Ve finštině se partitiv tvoří pomocí koncovky -ta/-tä (po souhlásce a dlouhé samohlásce, dle vokálové harmonie) nebo koncovky -a/-ä (po krátké samohlásce, dle vokálové harmonie). Má širší použití:
- Po číslovkách větší než 1, např. kaksi kirjaa – dvě knihy. Používá se pouze partitiv jednotného čísla, i když se vyjadřuje větší počet.
- V pozdravech, př.: Hyvää päivää – Dobrý den
- V určitých postpozicích a prepozicích, př.: taloa kohti – směrem k domu, ilman autoa – bez auta.
- V záporné větě, př.: Minulla ei ole uutta autoa. – Nemám nové auto.
- V předmětu, je-li slovem látkovým, př.: Juon vettä. – Piji vodu.
- V předmětu po slovesech citu, postoje, nálady, procesu (např.: rakastaa – milovat, ajatella – myslet)
- Po nerezultativních slovesech, tzv. slovesech, která nemají výsledek, nejsou dokončená (často v češtině odpovídá nedokonavý vid), př.: Luin kirjaa. – Četl jsem knihu (srov. s předmětem v akuzativu po rezultativním slovese: Luin kirjan. – Přečetl jsem knihu.)
- U nejistoty, př.: Saanko lainata kirjaa? – Můžu si půjčit tu knihu?
- Při srovnávání, př.: Hän on minua nuorempi. – Je mladší než já.

## Sámština
Ve skoltské a inarijské sámštině však partitiv již pomalu mizí a jeho funkci přebírají ostatní pády. Ve skoltské sámštině se partitiv používá pouze v jednotném čísle, tvoří se pomocí koncovky -d a je v každém případě nahraditelný genitivem. Používá se po číslovkách větších než 6, po určitých postpozicích nebo při použití komparativu.

## Ruština
Jako partitiv se zde označují tvary substantiv, někdy nazývané jako „druhý genitiv“. V současné ruštině může být v těchto případech volně zaměňován s genitivem. U neživotných podstatných jmen mužského rodu je charakteristický koncovkou -у/-ю. Například spojení hlavička česneku, použijeme-li partitiv, zní – головка чесноку –, použijeme-li genitiv – головка чеснокa.